# Brachyolene flavolineata
Brachyolene flavolineata es una especie de escarabajo de la familia Cerambycidae. Fue descrita por Stephan von Breuning  en 1951. Se encuentra en la República Democrática del Congo y en Guinea Ecuatorial.